# Чјерње Кљачани
Чјерње Кљачани (слч. Čierne Kľačany) насељено је мјесто са административним статусом сеоске општине (слч. obec) у округу Злате Моравце, у Њитранском крају, Словачка Република.

## Становништво
| Година:    | 1994. | 2004.   | 2014.   | 2024.   |
| ---------- | ----- | ------- | ------- | ------- |
| Број људи: | 1125  | 1115    | 1104    | 1158    |
| Разлика:   |       | -0,88 % | -0,98 % | +4,89 % |

| Година:    | 2023. | 2024.   |
| ---------- | ----- | ------- |
| Број људи: | 1175  | 1158    |
| Разлика:   |       | -1,44 % |

Према подацима о броју становника из 2011. године насеље је имало 1.087 становника.